# Crataegus viridis
Crataegus viridis — вид квіткових рослин із родини трояндових (Rosaceae).

## Біоморфологічна характеристика
Це дерево чи кущ 80–150 дм заввишки. Зріла кора стовбура темно-сіра або чорна, шорстка або білувата до світло-сірого кольору, тонко розшаровується. Нові гілочки часто червонуваті, голі, 1-річні від сірих до червоно-коричневих, старші сірі, гладкі; колючки на гілочках нечисленні або рясні, 2-річні чорнуваті, 3–4 см. Листки: ніжки листків 0.7–2.5 см, 33–40% від довжини пластини; пластини від вузько еліптичних до майже округлих, вузько ромбічних чи до довгастих і яйцюватих, зворотно-ланцетних, 2–6(7) см, основа від клиноподібної до округлої, часток по 0 або 1–3 з боків, краї пилчасті, верхівка від ± гострої до тупої, поверхні зазвичай голі, за винятком пучків волосся в абаксіальних (низ) пахвах жилок. Суцвіття (3)10(50)-квіткові. Квітки (10)13–15(18) мм у діаметрі; пиляки кремові чи кольору слонової кістки. Яблука від помаранчевих до темно-червоних, рідше жовті, кулясті, 5–8 мм у діаметрі. 2n = 34, 51.

## Ареал
Зростає в південно-східній частині США (Алабама, Арканзас, Флорида, Джорджія, Іллінойс, Індіана, Канзас, Кентуккі, Луїзіана, Меріленд, Міссісіпі, Міссурі, Монтана, Північна Кароліна, Оклахома, Південна Кароліна, Теннессі, Техас, Вірджинія, Західна Вірджинія).

## Використання
Плоди вживають сирими чи приготованими.
Хоча конкретних згадок про цей вид не було помічено, плоди та квіти багатьох видів глоду добре відомі в трав'яній народній медицині як тонізувальний засіб для серця, і сучасні дослідження підтвердили це використання. Зазвичай його використовують у вигляді чаю чи настоянки.
Деревина роду Crataegus, як правило, має хорошу якість, хоча вона часто занадто мала, щоб мати велику цінність.

## Галерея

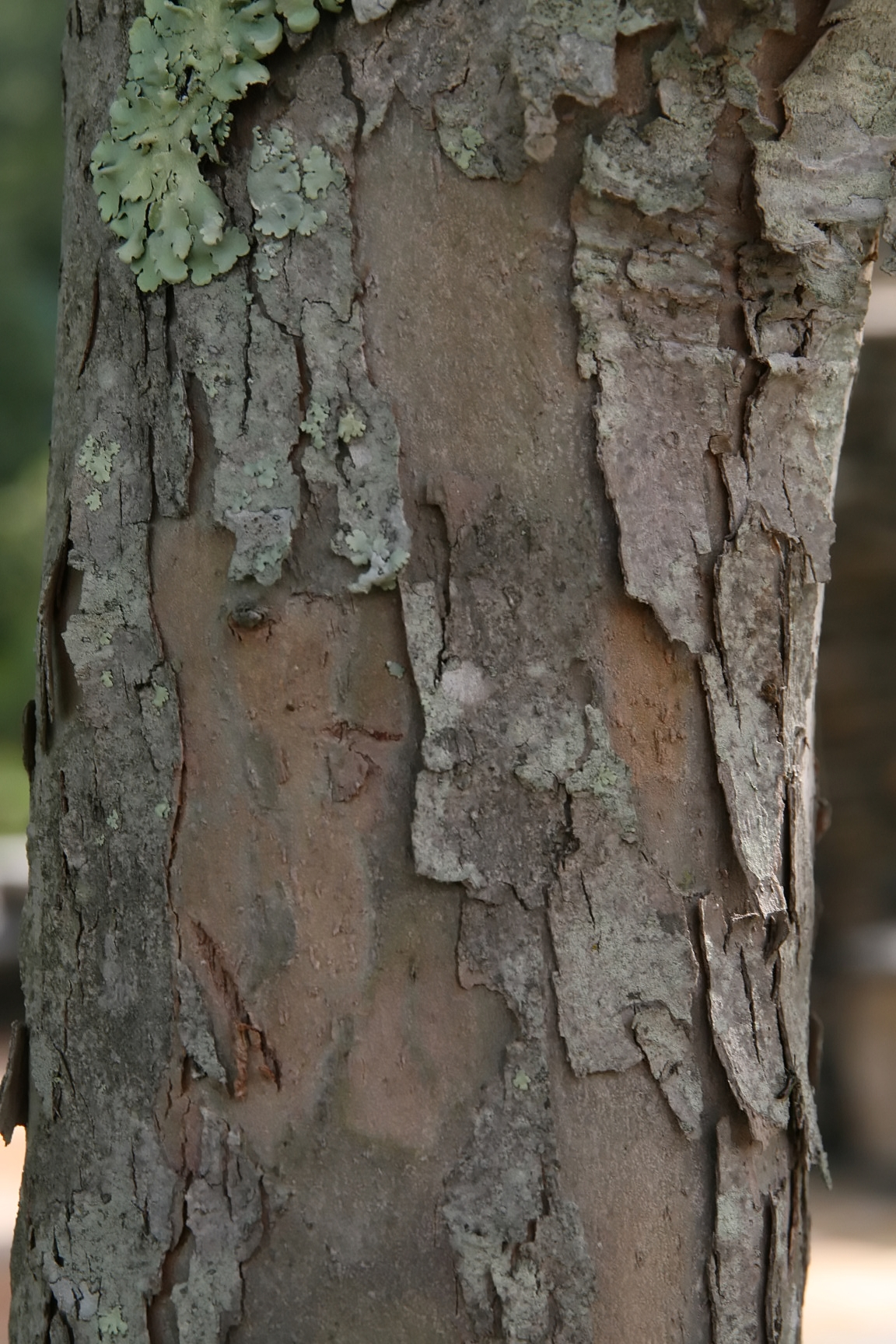
стовбур
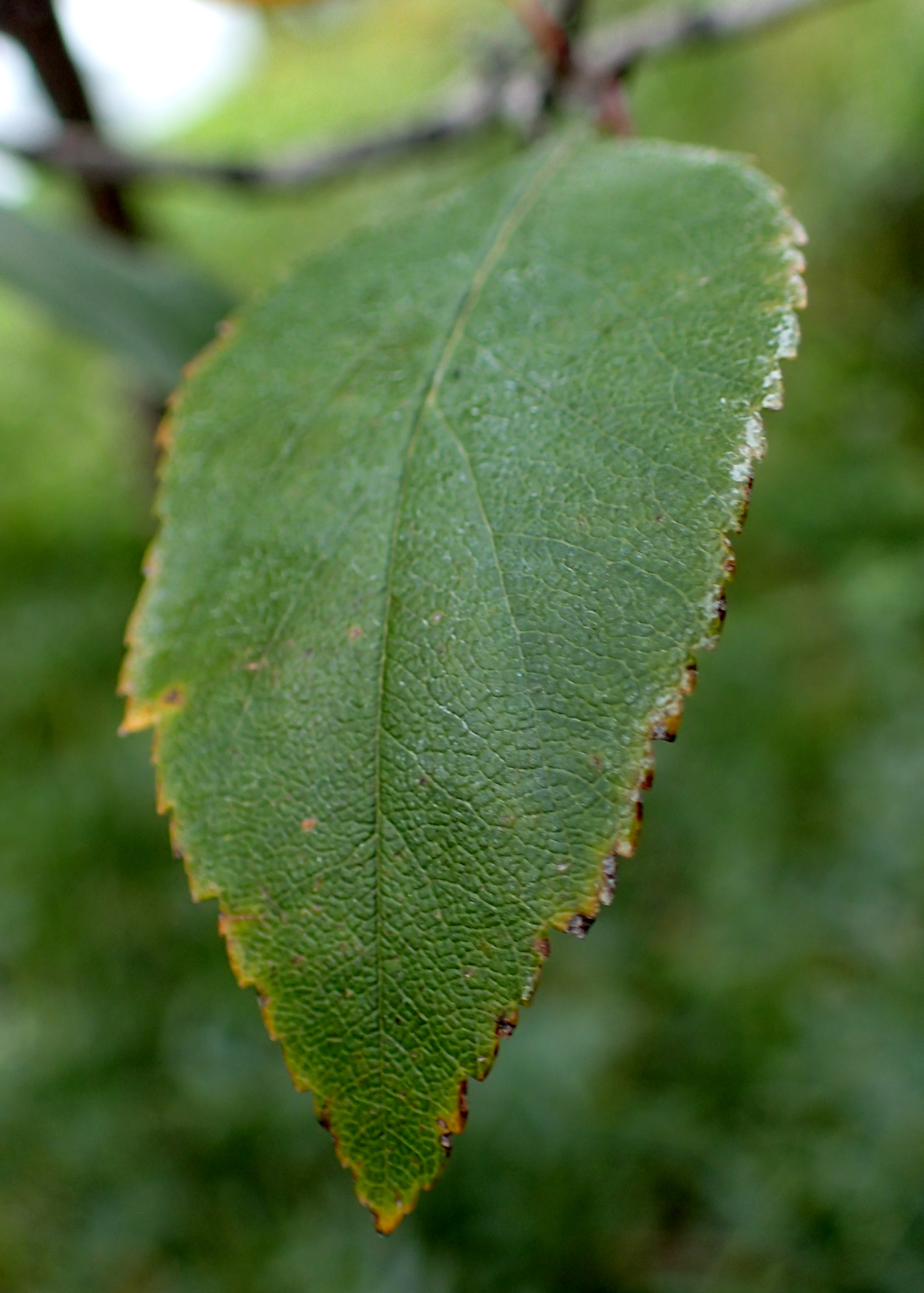
листок
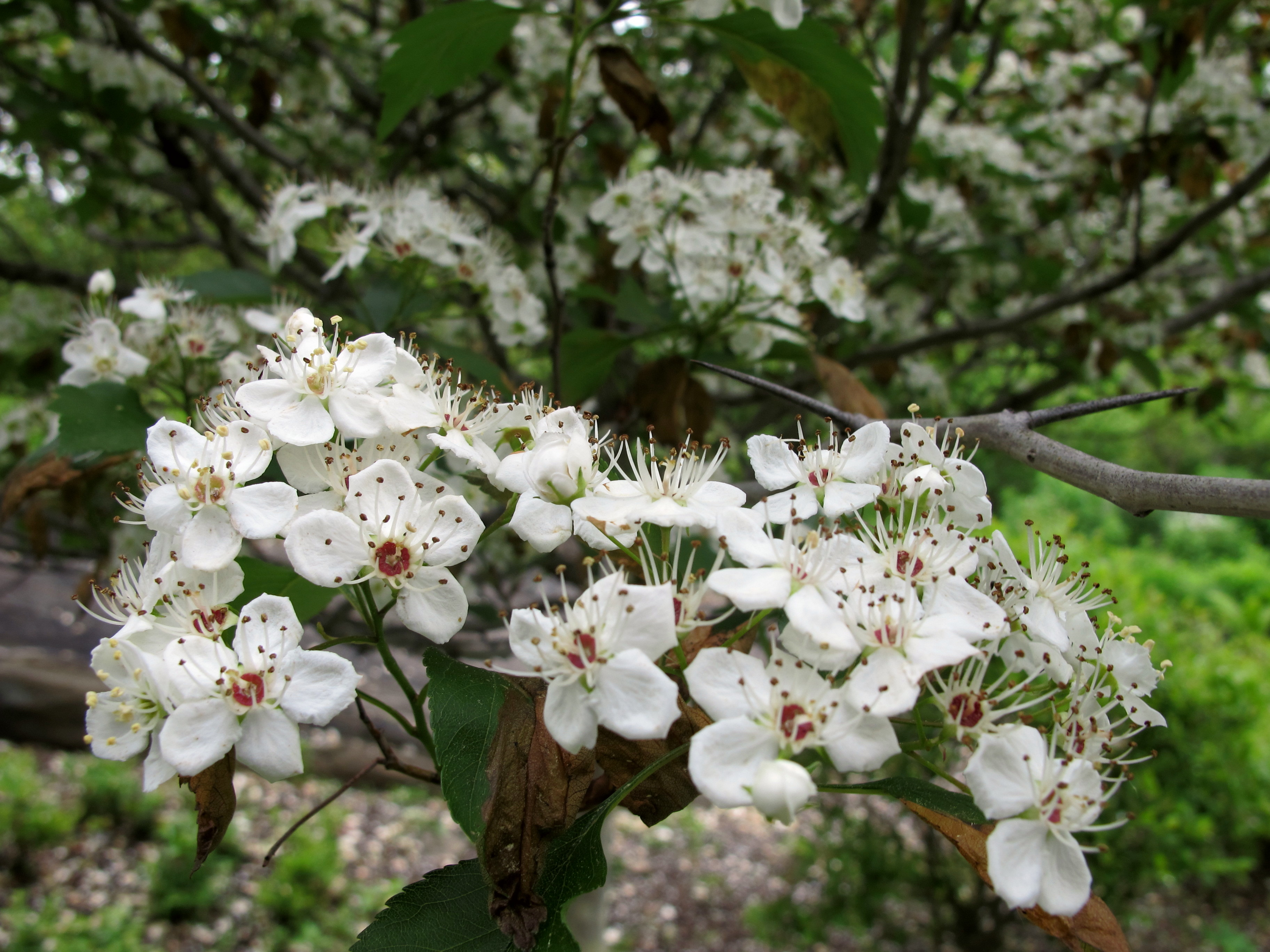
квіти Crataegus viridis 'Winter King'